# Ancistrorhynchus tenuicaulis
Ancistrorhynchus tenuicaulis es una orquídea epífita originaria del oeste de África tropical.

## Distribución y hábitat
Estas orquídeas epífitas monopodiales son de medianas a pequeñas y se encuentran en Gabón, Ruanda, Uganda, Tanzania, Malaui y Zaire, en densos bosques primarios en alturas de alrededor de 900 a 1400 m s. n. m.

## Descripción
Son plantas de tamaño pequeño que prefieren clima cálido a fresco y son monopodiales epífitas colgantes con un tallo breve ascendente envuelto por hojas y vainas con hojas lineales, con el ápice bilobulado de manera desigual. Florece en una corta inflorescencia densa con brácteas elípticas y obtusas.

## Taxonomía
Ancistrorhynchus tenuicaulis fue descrito por Victor Samuel Summerhayes y publicado en Kew Bulletin 8: 590. 1954.
Etimología
Ancistrorhynchus: nombre genérico que se refiere a la forma de cuerno del rostelo.
tenuicaulis: epíteto latino que significa " delicada inflorescencia".